# Yngvi y Alf
Yngvi y Alf fueron dos legendarios reyes vikingos que gobernaron Suecia en diarquía. Su figura protohistórica aparece en la saga Ynglinga, Ynglingatal e Historia Norwegiæ. Ambos eran hijos del rey Alrek y por lo tanto de la dinastía de los Ynglings.
Según Snorri Sturluson en sus fuentes, relata que Yngvi era un auténtico rey: gran guerrero que siempre ganaba las batallas, un rey del mar y maestro en todos los aspectos, generoso, feliz y sociable. Era un monarca amado y de gran prestigio. Alf era todo lo contrario, asocial y taciturno, prefería quedarse en su hacienda en lugar de salir con expediciones vikingas hacia otros países. Su madre era Dageid, hija de Dag el Grande, de quien descienden todos los Dagling, un clan familiar del reino de Ringerike. Alf casó con Bera, una mujer feliz, despierta y que sabía hacerse querer.
Un día de otoño, Yngvi regresaba de Gamla Uppsala tras una exitosa incursión vikinga que le hizo muy popular. Estuvo mucho tiempo celebrando su suerte alrededor de una mesa, bebiendo hasta muy tarde, como Bera, y encontraban muy placentera su conversación. Alf prefería irse a dormir pronto y rogaba a su esposa que también se fuera a la cama para que no despertarle. Bera replicó y argumentó que Yngvi era mucho mejor para una mujer que Alf, y esa respuesta le hizo perder los nervios. Una noche, el celoso Alf vio a su esposa y a Yngvi charlando en la sala del trono. Yngvi tenía una espada corta a su costado y los otros invitados estaban demasiado borrachos para percatarse de la presencia de Alf. Alf sacó una espada que tenía bajo su capa y atravesó a Yngvi que resultó mortalmente herido, pero tuvo fuerzas para levantarse y clavar su arma en el cuerpo de Alf. Ambos murieron y fueron enterrados en un montículo de Fýrisvellir.
Hugleik sucedió en el trono a su padre Alf.